# Ordu (provins)

Karta över Turkiet med Ordu markerat.

Ordu är en provins i den norra delen av Turkiet. Den har totalt 887 765 invånare (2000) och en areal på 5 963 km². Provinshuvudstad är Ordu. 

## Sport

### Fotboll
Det finns fyra lag från staden i högsta ligan, Turkish Amateur League:
- Orduspor
- 52 Orduspor
- Orduspor 1967